# Тома Гояр
Тома Гояр (фр. Thomas Goyard, нар. 15 січня 1992) — французький яхтсмен, срібний призер Олімпійських ігор 2020 року.

## Виступи на Олімпіадах
| Олімпіада  | Дисципліна  | Місце |
| ---------- | ----------- | ----- |
| Токіо 2020 | віндсерфінг | 2     |

## Зовнішні посилання
- Тома Гояр на сайті World Sailing

1. 1 2 3  https://olympics.com/tokyo-2020/olympic-games/en/results/sailing/athlete-profile-n1341481-goyard-thomas.htm